# William H. James
William Hartford James, född 16 oktober 1831 i Marion, Ohio, död 1 februari 1920 i Colfax, Washington, var en amerikansk republikansk politiker. Han var tillförordnad guvernör i delstaten Nebraska 1871–1873.
James studerade juridik och inledde 1855 sin karriär som advokat. Han var delstatens statssekreterare i Nebraska 1870–1871. Nebraskas guvernör David Butler avsattes den 2 juni 1871 och James fick ta över som tillförordnad guvernör fram till slutet av Butlers mandatperiod.
James råkade ofta i konflikt med delstatens lagstiftande församling under sin tid som tillförordnad guvernör. Flera countyn grundades under tiden och James fick utse många av ämbetsmännen i de nya countyn. James flyttade till West Point i Nebraska efter att den nya guvernören hade tillträtt ämbetet i januari 1873. I West Point bodde han fram till år 1877 och flyttade sedan till Colfax i delstaten Washington.